# Histórico de versões do Windows 10
O Windows 10 é um sistema operacional desenvolvido pela Microsoft. A Microsoft descreve o Windows 10 como "sistema operacional como um serviço " que receberia atualizações contínuas de seus recursos e funcionalidades, aumentadas com a capacidade de ambientes corporativos receberem atualizações não críticas em um ritmo mais lento ou de se utilizar uma versão fixa por um longo prazo que irão receber somente atualizações críticas, como correções de segurança, ao longo de sua vida útil de cinco anos de suporte principal. Foi lançado pela primeira vez em julho de 2015.

## Canais
As atualizações do programa Windows 10 Insider são entregues aos Insiders em três canais diferentes (anteriormente chamados "anéis"). Insiders no Canal de Desenvolvimento (anteriormente Anel Rápido) recebem atualizações antes daqueles no Canal Beta (anteriormente Anel Lento), que podem enfrentar mais bugs e outros problemas. Insiders no Canal Análise de Pré-lançamento (anteriormente Anel de análise de Pré-lançamento) não recebem atualizações até que a versão esteja quase disponível ao público, mas são comparativamente mais estáveis.

## Histórico de versões em Computador
As atualizações principais do Windows 10 são rotuladas  em "AAMM", com AA representando o ano de dois dígitos e MM representando o mês de lançamento planejado (por exemplo, a versão 1507 refere-se a atualizações inicialmente lançadas em julho de 2015). Começando com a versão 20S2, a nomenclatura de lançamento do Windows 10 mudou do padrão de ano e mês para um padrão de ano e semestre, com H representando o semestre. (AAH1, AAH2).
| Legenda: | Versão antiga | Versão antiga, ainda suportada | Versão mais recente | Versão de teste |

### Versão 1507
- Um menu iniciar atualizado
- A introdução da Cortana, uma assistente virtual, para a versão desktop do Windows
- Um modo "Continuum" que permite aos usuários alternar entre o modo desktop e o modo tablet
- "Centro de Ações", que inclui notificações e acesso rápido às configurações
- Um novo navegador da web, Microsoft Edge, que substitui o Internet Explorer como o navegador padrão do Windows
- Multitasking aprimorada, incluindo desktops virtuais
- Muitos aplicativos integrados atualizado

### Versão 1511 (Atualização de novembro)
- Aplicativos pré-instalados de vídeo, mensagens e telefone do Skype
- Visualizações de guia e sincronização no Microsoft Edge
- Ajustes visuais e funcionais

### Versão 1703 (Atualização dos criadores)
5 de abril de 2017
- Correções de bugs e melhorias gerais.
- Melhorias na Cortana.
- Novo ícone para a Central de Segurança do Windows Defender na área de notificação da Barra de Tarefas.
- Melhorias nas traduções.
- Novo ícone de Jogo em Configurações.
- Novo recurso de controle de instalação de aplicativos na página "Configurações → Aplicativos → Aplicativos e recursos" para controlar o tipo de aplicativos que podem ser instalados em seu computador.

### Versão 1709 (Atualização dos criadores em outono)
17 de outubro de 2017
- Correções de bugs e melhorias gerais.
- Os usuários da Cortana agora podem retomar artigos, notícias de seus iPhones e smartphones Android para o PC a partir do aplicativo Cortana.
- Notificações de Emoji no aplicativo Pessoas.
- Melhorias no Windows Defender Application Guard (WDAG)
- Os valores de cor padrão no Console do Windows (Prompt de Comando) foram alterados para melhorar a legibilidade de cores mais escuras em telas modernas e para dar ao Console uma aparência mais moderna.
- Nova categoria "Telefone" no aplicativo Configurações para vincular seu telefone ao PC.

### Versão 1803 (Atualização de abril de 2018)
30 de abril de 2018
- Novo sistema de atualizações mais rápido, econômico. e silencioso.
- Reformulação do visualizador de janela e áreas de trabalho, o task view (visão geral).
- Adição do recurso "linha do tempo" no task view, que exibe uma timeline dos programas usados recentemente
- Melhorias no Fluent Design
- Melhorias no Não Perturbe, agora chamado de Assistente de Foco
- Maior privacidade de transparência com os dados coletados pela Microsoft
- Entrada de texto por voz

### Versão 1809 (Atualização de outubro de 2018)
02 de outubro de 2018
- Tema escuro no Navegador de arquivos.
- Comandos de energia podem ser ativados por voz via Cortana.
- Integração do teclado SwiftKey.
- Melhorias no Fluent Design
- Área de transferência integrada entre dispositivos Windows 10 (que estejam na mesma versão) e dispositivos Android que estejam utilizando o app SwiftKey (o recurso ainda será lançado no SwiftKey para Android).
- É possível fixar sites na barra de tarefas pelo Microsoft Edge.
- Barra de jogo reformulada.
- Nova ferramenta "Captura e esboço" melhorada.[6]

### Versão 1903 (Atualização de maio de 2019)
21 de maio de 2019
- Tema claro para Barra de Tarefas e Menu Iniciar.
- Novo papel de parede para a Área de Trabalho.
- A Cortana foi separada do Windows Search.
- Adição de novos emojis.
- Melhorias no Fluent Design.
- Agora mais aplicativos internos podem ser desinstalados.
- Ícone de rede reformulado.
- Barra de controle de brilho adicionada na Central de Ações.
- Ícone do Windows Update adicionado na Barra de Tarefas.[6]

### Versão 1909 (Atualização de novembro de 2019)
12 de novembro de 2019
- Pequena alteração na caixa de pesquisa do Windows Explorer.
- Adicionado um atalho para criar lembretes na Central de Ações.
- Outros bugs corrigidos.[7]

### Versão 2004 (Atualização de maio de 2020)
27 de maio de 2020
- Agora é possível reinstalar o Windows pela nuvem.
- O Gerenciador de Tarefas agora mostra se o tipo de unidade de armazenamento é HDD ou SSD.
- A Cortana foi completamente separada do Windows Search sendo um aplicativo a parte e teve a sua página de configuração removida no aplicativo Configurações.
- A opção Downloads da Limpeza de Disco foi removida.
- Adicionado um kernel Linux (Windows Subsystem for Linux 2) para desenvolvedores executarem aplicações UNIX no Windows.
- Microsoft Edge (Chromium) substituí o antigo Microsoft Edge (Legacy).[8]

### Versão 20H2 (Atualização de outubro de 2020)
A atualização do Windows 10 de outubro de 2020 (codinome "20H2") é a décima e mais atual atualização para o Windows 10. Ela é a atualização cumulativa da atualização de maio de 2020 e carrega o número de compilação 10.0.19042. A primeira prévia foi lançada para Insiders que optaram pelo Canal Beta em 16 de junho de 2020. A atualização foi lançada em 20 de outubro de 2020. Mudanças notáveis na atualização de outubro de 2020 incluem:
- Novos blocos sensíveis ao tema no menu Iniciar
- Melhorias no Microsoft Edge
  - Novo Microsoft Edge baseado em Chromium incluso por padrão
  - Alterne entre várias guias e aplicativos do Windows pressionando Alt+Tab
  - Acesso rápido às guias ativas de sites fixados na barra de tarefas
  - Ferramenta de comparação de preços[14]
- Nova experiência personalizada e pronta para uso para a barra de tarefas
- Melhorias na experiência de notificação, bem como na experiência em tablets para dispositivos 2 em 1
- Migração do Painel de Controle de Informações do Sistema para a página Sobre no aplicativo Configurações
- Melhorias no gerenciamento de dispositivos modernos (Modern Devide Management - MDM)

| Pré-visualizar compilações do Windows 10 versão 20H2 | Pré-visualizar compilações do Windows 10 versão 20H2 | Pré-visualizar compilações do Windows 10 versão 20H2                                         | Pré-visualizar compilações do Windows 10 versão 20H2 |
| Versão                                               | Base de conhecimento                                 | Data de Lançamento                                                                           | Highlights |
| ---------------------------------------------------- | ---------------------------------------------------- | -------------------------------------------------------------------------------------------- | --- |
| 10.0.19042.330                                       |                                                      | Canal Beta: 16 de junho de 2020                                                              | |
| 10.0.19042.388                                       | KB4565503                                            | Canal Beta: 14 de julho de 2020                                                              | |
| 10.0.19042.421                                       | KB4568831                                            | Canal Beta: 24 de julho de 2020                                                              | - Novos blocos sensíveis ao tema no menu Iniciar - Melhorias no Microsoft Edge - Alterne entre várias guias e aplicativos do Windows pressionando Alt+Tab - Acesso rápido às guias ativas de sites fixados na barra de tarefas - Nova experiência personalizada e pronta para uso para a barra de tarefas - Melhorias na experiência de notificação, bem como experiência em tablet para dispositivos 2 em 1 - Informações migradas da página Sistema do Painel de Controle para a página Configurações Sobre no aplicativo Configurações - Melhorias no gerenciamento de dispositivos modernos (MDM) |
| 10.0.19042.423                                       | KB4568831                                            | Canal Beta: 31 de julho de 2020                                                              | |
| 10.0.19042.450                                       | KB4566782                                            | Canal Beta: 11 de agosto de 2020                                                             | |
| 10.0.19042.487                                       | KB4571744                                            | Canal beta e canal de pré-lançamento: 26 de agosto de 2020                                   | |
| 10.0.19042.488                                       | KB4571744                                            | Canal Beta: 3 de setembro de 2020                                                            | |
| 10.0.19042.508                                       | KB4571756                                            | Canal Beta: 8 de setembro de 2020 Canal de visualização de lançamento:18 de setembro de 2020 | |
| 10.0.19042.541                                       | KB4577063                                            | Canal beta e canal de pré-lançamento: 22 de setembro de 2020                                 | |
| 10.0.19042.546                                       | KB4577063                                            | Canal beta e canal de pré-lançamento: 30 de setembro de 2020                                 | |
| Versão                                               | Base de conhecimento                                 | Datas de Lançamento                                                                          | |

| Patches públicos do Windows 10 versão 20H2 | Patches públicos do Windows 10 versão 20H2 | Patches públicos do Windows 10 versão 20H2                                                               | Patches públicos do Windows 10 versão 20H2                                                                  |
| Versão                                     | Base de conhecimento                       | Data de Lançamento                                                                                       | Highlights                                                                                                  |
| ------------------------------------------ | ------------------------------------------ | --- | --- |
| 10.0.19042.572 Versão 20H2                 | KB4579311                                  | Canal beta e canal de pré-lançamento: 13 de outubro de 2020 Lançamento público:20 de outubro de 2020     | |
| 10.0.19042.608                             | KB4580364                                  | Canal beta e canal de pré-lançamento: 22 de outubro de 2020                                              | - Novo recurso "Meet Now" no Skype                                                                          |
| 10.0.19042.610                             | KB4580364                                  | Canal beta, canal de pré-lançamento e lançamento público: 29 de outubro de 2020                          | |
| 10.0.19042.630                             | KB4586781                                  | Canal beta, canal de pré-lançamento e lançamento público: 10 de novembro de 2020                         | |
| 10.0.19042.631                             | KB4594440                                  | Canal beta, canal de pré-lançamento e lançamento público: 19 de novembro de 2020                         | |
| 10.0.19042.662                             | KB4586853                                  | Canal beta e canal de pré-lançamento: 23 de novembro de 2020 Lançamento público:30 de novembro de 2020   | - Novo recurso de pilhas de sombra (parte da proteção de pilha imposta por hardware) em hardware compatível |
| 10.0.19042.685                             | KB4592438                                  | Canal beta, canal de pré-lançamento e lançamento público: 8 de dezembro de 2020                          | |
| 10.0.19042.746                             | KB4598242                                  | Canal beta, canal de pré-lançamento e lançamento público: 12 de janeiro de 2021                          | |
| 10.0.19042.782                             | KB4598291                                  | Canal beta e canal de pré-lançamento: 21 de janeiro de 2021                                              | |
| 10.0.19042.789                             | KB4598291                                  | Canal beta, canal de pré-lançamento e lançamento público: 2 de fevereiro de 2021                         | |
| 10.0.19042.804                             | KB4601319                                  | Canal beta, canal de pré-lançamento e lançamento público: 9 de fevereiro de 2021                         | |
| 10.0.19042.844                             | KB4601382                                  | Canal beta e canal de pré-lançamento: 17 de fevereiro de 2021 Lançamento público:24 de fevereiro de 2021 | - Adicionado suporte ao modo quiosque (com acesso único aplicativo atribuído) para o Microsoft Edge         |
| 10.0.19042.867                             | KB5000802                                  | Canal de preview de lançamento e lançamento público 9 de março de 2021                                   | |
| 10.0.19042.868                             | KB5001567                                  | Canal de preview de lançamento e lançamento público 15 de março de 2021                                  | |
| 10.0.19042.870                             | KB5001649                                  | Canal de visualização de lançamentos e lançamentos públicos: 18 de março de 2021                         | |

### Versão 21H1 (Atualização de maio de 2021)
A décima primeira grande atualização para o Windows 10 (de codinome "21H1") é a atualização cumulativa para a atualização de outubro de 2020 e carrega o número de compilação 10.0.19043. A primeira prévia foi lançada para Insiders que optaram pelo Canal Beta em 17 de fevereiro de 2021.
| Compilações de visualização da versão do Windows 10 | Compilações de visualização da versão do Windows 10 | Compilações de visualização da versão do Windows 10     | Compilações de visualização da versão do Windows 10                                                                                          |
| Version                                             | Knowledge base                                      | Release date(s)                                         | Highlights |
| --------------------------------------------------- | --------------------------------------------------- | ------------------------------------------------------- | --- |
| 10.0.19043.844                                      | KB4601382                                           | Beta Channel:February 17, 2021                          | - Added multi-camera support for Windows Hello - Performance improvements to Windows Defender Application Guard and WMI Group Policy Service |
| 10.0.19043.867                                      | KB5000802                                           | Beta Channel:March 9, 2021                              | |
| 10.0.19043.899                                      | KB5000842                                           | Beta Channel:March 15, 2021                             | - Replaced EdgeHTML-based Microsoft Edge Legacy with Chromium-based Microsoft Edge                                                           |
| 10.0.19043.906                                      | KB5000842                                           | Beta Channel:March 25, 2021                             | |
| 10.0.19043.928                                      | KB5001330                                           | Beta Channel and Release Preview Channel:April 13, 2021 | |
| 10.0.19043.962                                      | KB5001391                                           | Beta Channel and Release Preview Channel:April 19, 2021 | - New "News and Interests" feature on the taskbar                                                                                            |
| 10.0.19043.964                                      | KB5001391                                           | Beta Channel and Release Preview Channel:April 28, 2021 | |
| Version                                             | Knowledge base                                      | Release date(s)                                         | Highlights |

| Public patches of Windows 10 version 21H1 (não traduzido) | Public patches of Windows 10 version 21H1 (não traduzido) | Public patches of Windows 10 version 21H1 (não traduzido)                            | Public patches of Windows 10 version 21H1 (não traduzido)             |
| Version                                                   | Knowledge base                                            | Release date(s)                                                                      | Highlights                                                            |
| --------------------------------------------------------- | --------------------------------------------------------- | ------------------------------------------------------------------------------------ | --------------------------------------------------------------------- |
| 10.0.19043.985 Version 21H1                               | KB5003173                                                 | Beta Channel and Release Preview Channel:May 11, 2021 Public release: May 18, 2021   |                                                                       |
| 10.0.19043.1023                                           | KB5003214                                                 | Beta Channel and Release Preview Channel:May 21, 2021 Public release: May 25, 2021   |                                                                       |
| 10.0.19043.1052                                           | KB5003637                                                 | Beta Channel, Release Preview Channel and public release:June 8, 2021                |                                                                       |
| 10.0.19043.1055                                           | KB5004476                                                 | Beta Channel, Release Preview Channel and public release:June 11, 2021               |                                                                       |
| 10.0.19043.1081                                           | KB5003690                                                 | Beta Channel and Release Preview Channel:June 17, 2021 Public release: June 21, 2021 | - Added support for USB Test and Measurement Class (USBTMC) interface |
| 10.0.19043.1082                                           | KB5004760                                                 | Beta Channel, Release Preview Channel and public release:June 29, 2021               |                                                                       |
| 10.0.19043.1083                                           | KB5004945                                                 | Beta Channel, Release Preview Channel and public release:July 6, 2021                |                                                                       |
| 10.0.19043.1110                                           | KB5004237                                                 | Beta Channel, Release Preview Channel and public release:July 13, 2021               |                                                                       |
| 10.0.19043.1147                                           | KB5004296                                                 | Release Preview Channel:July 15, 2021                                                |                                                                       |
| 10.0.19043.1149                                           | KB5004296                                                 | Release Preview Channel:July 20, 2021                                                |                                                                       |
| Version                                                   | Knowledge base                                            | Release date(s)                                                                      | Highlights                                                            |

### Versão 21H2 (Atualização de Novembro de 2021)
A Atualização do Windows 10 de Novembro de 2021 (codinome "21H2") é a décima segunda atualização principal do Windows 10 como a atualização cumulativa da atualização de maio de 2021. Ele carrega o número de compilação 10.0.19044. A primeira visualização foi lançada em 15 de julho de 2021 para Insiders que optaram pelo Release Preview Channel que não atendeu aos requisitos mínimos do sistema para o Windows 11. A atualização começou a ser lançada em 16 de novembro de 2021. As alterações notáveis na atualização de novembro de 2021 incluem:
- Suporte de computação de GPU nas implantações do Subsistema Windows para Linux (WSL) e Azure IoT Edge para Linux no Windows (EFLOW)
- Novos modelos simplificados de implantação sem senha para o Windows Hello for Business
- Suporte para padrões WPA3 Hash-to-Element (H2E)

### Versão 22H2 (Atualização de 2022)
A Atualização do Windows 10 2022 (codinome "22H2") é a décima terceira e atual atualização principal do Windows 10. Ela carrega o número de compilação 10.0.19045. A primeira visualização foi lançada para Insiders que optaram pelo Canal Release Preview em 28 de julho de 2022. A atualização começou a ser lançada em 18 de outubro de 2022.
| Preview builds of Windows 10 version 22H2 (não traduzido) | Preview builds of Windows 10 version 22H2 (não traduzido) | Preview builds of Windows 10 version 22H2 (não traduzido) | Preview builds of Windows 10 version 22H2 (não traduzido) |
| Version                                                   | Knowledge base                                            | Release date(s)                                           | Highlights                                                |
| --------------------------------------------------------- | --------------------------------------------------------- | --------------------------------------------------------- | --------------------------------------------------------- |
| 10.0.19045.1865                                           | KB5015878                                                 | Release Preview Channel: July 28, 2022                    |                                                           |
| 10.0.19045.1889                                           | KB5016616                                                 | Release Preview Channel: August 9, 2022                   |                                                           |
| 10.0.19045.1949                                           | KB5016688                                                 | Release Preview Channel: August 26, 2022                  |                                                           |

| Public patches of Windows 10 version 22H2 (não traduzido) | Public patches of Windows 10 version 22H2 (não traduzido) | Public patches of Windows 10 version 22H2 (não traduzido)                    | Public patches of Windows 10 version 22H2 (não traduzido) |
| Version                                                   | Knowledge base                                            | Release date(s)                                                              | Highlights                                                |
| --------------------------------------------------------- | --------------------------------------------------------- | ---------------------------------------------------------------------------- | --------------------------------------------------------- |
| 10.0.19045.2006 Version 22H2                              | KB5017308                                                 | Release Preview Channel: September 13, 2022 Public release: October 18, 2022 |                                                           |
| 10.0.19045.2075                                           | KB5017380                                                 | Release Preview Channel: September 20, 2022                                  |                                                           |
| 10.0.19045.2132                                           | KB5020435                                                 | Release Preview Channel: October 17, 2022 Public release: October 18, 2022   |                                                           |

## Anel Rápido / Canal de Desenvolvimento
| Legenda: | Versão Prévia expirada | Versão Prévia antiga ainda suportada | Versão Prévia mais Recente |

### Anel Rápido
Em 16 de dezembro de 2019, a Microsoft anunciou que participantes do Windows Insiders no Anel Rápido receberão compilações diretamente da ramificação RS_PRERELEASE, que não correspondem a uma versão específica do Windows 10. A primeira versão lançada sob a nova estratégia, build 19536, foi disponibilizado para Insiders no mesmo dia.
A ramificação MN_RELEASE estava disponível entre 13 de maio de 2020 e 17 de junho de 2020.  A ramificação era obrigatória para todos os Windows Insiders.
| Pré-visualizar compilações do Windows 10 no Anel Rápido (parcialmente traduzido) | Pré-visualizar compilações do Windows 10 no Anel Rápido (parcialmente traduzido) | Pré-visualizar compilações do Windows 10 no Anel Rápido (parcialmente traduzido) | Pré-visualizar compilações do Windows 10 no Anel Rápido (parcialmente traduzido)                                                                              |
| Versão                                                                           | Data de lançamento                                                               | Data de validade                                                                 | Highlights |
| -------------------------------------------------------------------------------- | -------------------------------------------------------------------------------- | -------------------------------------------------------------------------------- | --- |
| 10.0.19536.1000                                                                  | Anel Rápido: 16 de Dezembro de 2019                                              | Expiration date: July 31, 2020                                                   | - Added optional drivers support in Windows Update - Re-introduced new Korean IME - New family group setup                                                    |
| 10.0.19541.1000                                                                  | Anel Rápido: 8 de Janeiro de 2020                                                | Expiration date: July 31, 2020                                                   | - New location in-use icon in notification area - Added ability to view computer architecture in Details tab in Task Manager                                  |
| 10.0.19546.1000                                                                  | Anel Rápido: 16 de Janeiro de 2020                                               | Expiration date: July 31, 2020                                                   | |
| 10.0.19551.1005                                                                  | Anel Rápido: 23 de Janeiro de 2020                                               | Expiration date: July 31, 2020                                                   | |
| 10.0.19555.1001                                                                  | Anel Rápido: 30 de Janeiro de 2020                                               | Expiration date: July 31, 2020                                                   | - Improvements to Windows Subsystem for Linux |
| 10.0.19559.1000                                                                  | Anel Rápido: 5 de Fevereiro de 2020                                              | Expiration date: July 31, 2020                                                   | |
| 10.0.19564.1000                                                                  | Anel Rápido: 12 de Fevereiro de 2020                                             | Expiration date: July 31, 2020                                                   | - Updated graphics settings page in Settings app |
| 10.0.19564.1005                                                                  | Anel Rápido: 12 de Fevereiro de 2020                                             | Expiration date: July 31, 2020                                                   | |
| 10.0.19569.1000                                                                  | Anel Rápido: 20 de Fevereiro de 2020                                             | Expiration date: July 31, 2020                                                   | |
| 10.0.19577.1000                                                                  | Anel Rápido: 5 de Março de 2020                                                  | Expiration date: July 31, 2020                                                   | - New policy for diagnostic data in Settings app - Redesigned icon for Windows Security - Improvements to Cortana, advanced startup in Settings app and Start |
| 10.0.19582.1000                                                                  | Anel Rápido: 12 de Março de 2020                                                 | Expiration date: July 31, 2020                                                   | - Updated Eye Control settings in Settings app |
| 10.0.19587.1000                                                                  | Anel Rápido: 18 de Março de 2020                                                 | Expiration date: July 31, 2020                                                   | - Improvements to Narrator |
| 10.0.19592.1000                                                                  | Anel Rápido: 25 de Março de 2020                                                 | Expiration date: July 31, 2020                                                   | - Re-introduced new tablet experience for 2-in-1 convertible PCs                                                                                              |
| 10.0.19603.1000                                                                  | Anel Rápido: 8 Abril de 2020                                                     | Expiration date: July 31, 2020                                                   | - Integrated File Explorer in Windows Subsystem for Linux - New cleanup recommendations feature in Storage Settings                                           |
| 10.0.19608.1000                                                                  | Anel Rápido: 15 de Abril de 2020                                                 | Expiration date: July 31, 2020                                                   | - New default apps experience in Settings app |
| 10.0.19608.1006                                                                  | Anel Rápido: 12 de Abril de 2020                                                 | Expiration date: July 31, 2020                                                   | |
| 10.0.19613.1000                                                                  | Anel Rápido: 22 de Abril de 2020                                                 | Expiration date: July 31, 2020                                                   | |
| 10.0.19613.1005                                                                  | Anel Rápido: 27 de Abril de 2020                                                 | Expiration date: July 31, 2020                                                   | |
| 10.0.19619.1000                                                                  | Anel Rápido: 29 de Abril de 2020                                                 | Expiration date: July 31, 2020                                                   | |
| 10.0.19624.1000                                                                  | Anel Rápido: 6 de Maio de 2020                                                   | Expiration date: July 31, 2020                                                   | - Disabled new default apps search box in Settings app for maintenance - Updated VPN connection and Optional Updates experiences                              |
| 10.0.19628.1                                                                     | Anel Rápido: 13 de Maio de 2020                                                  | Expiration date: July 31, 2020                                                   | - Added initial support for DNS over HTTPS - Reverted new Korean IME for maintenance                                                                          |
| 10.0.19631.1                                                                     | Anel Rápido: 21 de Maio de 2020                                                  | Expiration date: July 31, 2020                                                   | |
| 10.0.19635.1                                                                     | Anel Rápido: 28 de Maio de 2020                                                  | Expiration date: July 31, 2020                                                   | |
| 10.0.19640.1                                                                     | Anel Rápido: 3 de Junho de 2020                                                  | Expiration date: July 31, 2020                                                   | - Improvements to Windows Subsystem for Linux |
| 10.0.19645.1                                                                     | Anel Rápido: 10 de Junho de 2020                                                 | Expiration date: July 31, 2020                                                   | |
| Versão                                                                           | Data de Lançamento                                                               | Data de Validade                                                                 | Highlights |

### Canal de Desenvolvimento
Em 15 de junho de 2020, a Microsoft introduziu o modelo de "canais" em seu Programa Windows Insider, sucedendo seu modelo de "anel". Todas as compilações futuras a partir da compilação 10.0.20150, portanto, seriam lançadas para o Windows Insiders no Canal de Desenvolvimento.
A ramificação FE_RELEASE estava disponível entre 29 de outubro de 2020 e 6 de janeiro de 2021. O ramo era obrigatório para todos os participantes do Windows Insider até 10 de dezembro. Posteriormente, o Windows Insiders poderia escolher voltar para a ramificação RS_PRERELEASE.
| Pré-visualizar compilações do Windows 10 no Canal de Desenvolvimento (não traduzido) | Pré-visualizar compilações do Windows 10 no Canal de Desenvolvimento (não traduzido) | Pré-visualizar compilações do Windows 10 no Canal de Desenvolvimento (não traduzido) | Pré-visualizar compilações do Windows 10 no Canal de Desenvolvimento (não traduzido) |
| Version                                                                              | Release date(s)                                                                      | Expiration date(s)                                                                   | Highlights |
| ------------------------------------------------------------------------------------ | ------------------------------------------------------------------------------------ | ------------------------------------------------------------------------------------ | --- |
| 10.0.20150.1000                                                                      | Dev Channel: June 17, 2020                                                           | Expiration date: July 31, 2020                                                       | - Improvements to Windows Subsystem for Linux - Added GPU compute support - New wsl –install and wsl –update commands - Re-introduced new Korean IME |
| 10.0.20152.1000                                                                      | Dev Channel: June 24, 2020                                                           | Expiration date: July 31, 2020                                                       | |
| 10.0.20161.1000                                                                      | Dev Channel: July 1, 2020                                                            | Expiration date: July 31, 2020                                                       | - New theme-aware tiles in Start Menu - Improvements to Microsoft Edge (Switch between multiple tabs and Windows apps by pressing Alt) - New personalized and out-of-box experience for taskbar - Improvements to notification experience as well as tablet experience for 2-in-1 devices - Migrated information in Control Panel's System page into the Settings About page in Settings app |
| 10.0.20170.1000                                                                      | Dev Channel: July 15, 2020                                                           | Expiration date: January 31, 2021                                                    | - Updates to the Setting app - Updated sound settings - New Settings app icon - New experimental implementation of TLS 1.3 (enabled by default) |
| 10.0.20175.1000                                                                      | Dev Channel: July 22, 2020                                                           | Expiration date: January 31, 2021                                                    | - Improvements to Microsoft Edge (Quick access to active tabs for pinned sites in the taskbar) - New Reset-AppxPackage command in PowerShell - New Eye Contact feature for Surface Pro X - Improvements to Windows Subsystem for Linux |
| 10.0.20180.1000                                                                      | Dev Channel: July 29, 2020                                                           | Expiration date: January 31, 2021                                                    | |
| 10.0.20185.1000                                                                      | Dev Channel: August 5, 2020                                                          | Expiration date: January 31, 2021                                                    | - Updates to the Settings app - DNS settings is now a top-level option - New encrypted DNS configuration settings - New ADMX-based policies for MDM |
| 10.0.20190.1000                                                                      | Dev Channel: August 12, 2020                                                         | Expiration date: January 31, 2021                                                    | - New post-update experience - Updates to Graphics Settings in the Settings app - Improvements to Japanese IME (Switch between Hiragana and Katakana by using Ctrl and Alt respectively) - Improvements to Windows Subsystem for Linux |
| 10.0.20197.1000                                                                      | Dev Channel: August 21, 2020                                                         | Expiration date: January 31, 2021                                                    | - New Disk Management page in the Settings app - Removal of new post-update experience for maintenance |
| 10.0.20201.1000                                                                      | Dev Channel: August 26, 2020                                                         | Expiration date: January 31, 2021                                                    | |
| 10.0.20206.1000                                                                      | Dev Channel: September 2, 2020                                                       | Expiration date: January 31, 2021                                                    | - Improvements to emoji panel - Revamped UI with acrylic element - New inline emoji search box - Added support for animated GIF - Integrated clipboard history into input experiences - New Windows voice typing feature (Improved version of dictation in WSR) - Redesigned touch keyboard - Added cursor movement support via gestures on the touch keyboard |
| 10.0.20211.1000                                                                      | Dev Channel: September 10, 2020                                                      | Expiration date: January 31, 2021                                                    | - Added search box to the Default Apps pages in Settings app - Improvements to Windows Subsystem for Linux - New wsl --mount command for accessing Linux file systems mounted from physical or virtual disks in WSL 2 |
| 10.0.20211.1005                                                                      | Dev Channel: September 11, 2020                                                      | Expiration date: January 31, 2021                                                    | The rollout of this build has been pulled due to issues related to the installing process. |
| 10.0.20215.1000                                                                      | Dev Channel: September 16, 2020                                                      | Expiration date: January 31, 2021                                                    | - Introduced dark theme for Windows 10 search experience on the taskbar |
| 10.0.20221.1000                                                                      | Dev Channel: September 23, 2020                                                      | Expiration date: January 31, 2021                                                    | - New Meet Now feature in Skype |
| 10.0.20226.1000                                                                      | Dev Channel: September 30, 2020                                                      | Expiration date: January 31, 2021                                                    | - New storage health monitoring feature - Improvements to Windows Subsystem for Linux |
| 10.0.20231.1000                                                                      | Dev Channel: October 7, 2020                                                         | Expiration date: January 31, 2021                                                    | - New "Customize your device" page in Windows OOBE setup - Added ability to modify file associations on a per-user or per-device basis for enterprise users |
| 10.0.20231.1005                                                                      | Dev Channel: October 13, 2020                                                        | Expiration date: January 31, 2021                                                    | |
| 10.0.20236.1000                                                                      | Dev Channel: October 14, 2020                                                        | Expiration date: January 31, 2021                                                    | - New refresh rate setting in the Settings app |
| 10.0.20236.1005                                                                      | Dev Channel: October 16, 2020                                                        | Expiration date: January 31, 2021                                                    | |
| 10.0.20241.1000                                                                      | Dev Channel: October 21, 2020                                                        | Expiration date: January 31, 2021                                                    | - New theme-aware splash screens for UWP apps - Improvements to Optimize Drives page in the Settings app |
| 10.0.20241.1005                                                                      | Dev Channel: October 23, 2020                                                        | Expiration date: January 31, 2021                                                    | |
| 10.0.20246.1                                                                         | Dev Channel: October 29, 2020                                                        | Expiration date: January 31, 2021                                                    | - Removal of updated emoji picker, redesigned touch keyboard, voice typing, theme-aware splash screens, and other features for maintenance |
| 10.0.20251.1                                                                         | Dev Channel: November 4, 2020                                                        | Expiration date: January 31, 2021                                                    | |
| 10.0.20257.1                                                                         | Dev Channel: November 11, 2020                                                       | Expiration date: January 31, 2021                                                    | |
| 10.0.20262.1                                                                         | Dev Channel: November 18, 2020                                                       | Expiration date: January 31, 2021                                                    | |
| 10.0.20262.1010                                                                      | Dev Channel: November 20, 2020                                                       | Expiration date: January 31, 2021                                                    | |
| 10.0.20270.1                                                                         | Dev Channel: December 3, 2020                                                        | Expiration date: October 31, 2021                                                    | |
| 10.0.20277.1                                                                         | Dev Channel: December 10, 2020                                                       | Expiration date: October 31, 2021                                                    | |
| 10.0.21277.1000                                                                      | Dev Channel: December 10, 2020                                                       | Expiration date: October 31, 2021                                                    | - Re-introduced updated emoji picker, redesigned touch keyboard, voice typing, theme-aware splash screens, and other features - New x64 emulation for Windows 10 on ARM - Added support for Emoji 12.1 and 13.0 |
| 10.0.20279.1                                                                         | Dev Channel: December 14, 2020                                                       | Expiration date: October 31, 2021                                                    | |
| 10.0.21286.1000                                                                      | Dev Channel: January 6, 2021                                                         | Expiration date: October 31, 2021                                                    | - New "News and Interests" feature on the taskbar - New "Manage Storage Spaces" setting in the Settings app - New DiskUsage command-line tool - Improvements to Windows Subsystem for Linux - Improvements to experience when transitioning between timezones |
| 10.0.21292.1000                                                                      | Dev Channel: January 13, 2021                                                        | Expiration date: October 31, 2021                                                    | - Improvements to News and Interests |
| 10.0.21292.1010                                                                      | Dev Channel: January 15, 2021                                                        | Expiration date: October 31, 2021                                                    | |
| 10.0.21296.1000                                                                      | Dev Channel: January 21, 2021                                                        | Expiration date: October 31, 2021                                                    | |
| 10.0.21296.1010                                                                      | Dev Channel: January 25, 2021                                                        | Expiration date: October 31, 2021                                                    | |
| 10.0.21301.1000                                                                      | Dev Channel: January 27, 2021                                                        | Expiration date: October 31, 2021                                                    | - Improvements to the touch keyboard design |
| 10.0.21301.1010                                                                      | Dev Channel: February 1, 2021                                                        | Expiration date: October 31, 2021                                                    | |
| 10.0.21313.1000                                                                      | Dev Channel: February 12, 2021                                                       | Expiration date: October 31, 2021                                                    | - Expanded News and Interests feature on the taskbar to more languages - Replaced EdgeHTML-based Microsoft Edge Legacy with Chromium-based Microsoft Edge - New IME candidate window design |
| 10.0.21318.1000                                                                      | Dev Channel: February 19, 2021                                                       | Expiration date: October 31, 2021                                                    | - New "paste as plain text" option in clipboard history |
| 10.0.21322.1000                                                                      | Dev Channel: February 24, 2021                                                       | Expiration date: October 31, 2021                                                    | - Partial removal of improved touch keyboard design for maintenance |
| 10.0.21327.1000                                                                      | Dev Channel: March 3, 2021                                                           | Expiration date: October 31, 2021                                                    | - New design for News and Interests |
| 10.0.21327.1010                                                                      | Dev Channel: March 8, 2021                                                           | Expiration date: October 31, 2021                                                    | |
| 10.0.21332.1000                                                                      | Dev Channel: March 10, 2021                                                          | Expiration date: October 31, 2021                                                    | - Updates to News and Interests - Re-introduced theme-aware splash screens - Removal of 3D Viewer and Paint 3D as pre-installed applications on clean installs - Removal of Math Input Panel due to low usage |
| 10.0.21332.1010                                                                      | Dev Channel: March 15, 2021                                                          | Expiration date: October 31, 2021                                                    | |
| 10.0.21337.1000                                                                      | Dev Channel: March 17, 2021                                                          | Expiration date: October 31, 2021                                                    | - New reorder and background settings for Virtual Desktop in Task View - New Auto HDR feature - Updates to File Explorer - Updated the default layout with additional padding between elements - New compact mode setting for restoring the classic layout - Updates to captions settings in the Settings app - Updates to inbox apps - Notepad now updated via the Microsoft Store - Windows Terminal and Power Automate Desktop now included as inbox apps - Expanded new IME candidate window design to more languages |
| 10.0.21337.1010                                                                      | Dev Channel: March 19, 2021                                                          | Expiration date: October 31, 2021                                                    | |
| 10.0.21343.1000                                                                      | Dev Channel: March 24, 2021                                                          | Expiration date: October 31, 2021                                                    | - New icons in File Explorer - Improvements to Windows Sandbox and Microsoft Defender Application Guard - Renamed Windows Administrative Tools folder in Start to Windows Tool |
| Version                                                                              | Release date(s)                                                                      | Expiration date(s)                                                                   | Highlights |